# حمایت حیاتی پیشرفته آسیب
حمایت حیاتی پیشرفته آسیب (به انگلیسی: Advanced trauma life support) به اختصار ATLS، یک برنامه آموزشی برای ارائه دهندگان خدمات پزشکی در مدیریت موارد ترومای حاد است که توسط کالج جراحان آمریکا تهیه شده‌است. برنامه‌های مشابهی برای ارائه دهندگان مراقبت‌های فوری مانند امدادگران وجود دارد. این برنامه که در بیش از ۶۰ کشور در سراسر جهان تصویب شده‌است، گاهی تحت عنوان مدیریت زودرس ترومای شدید، به ویژه در بیرون از آمریکای شمالی، انجام می‌شود. هدف آن آموزش روشی ساده و استاندارد برای برخورد با بیماران تروما است. این روش ابتدائاً برای شرایط اضطراری که فقط یک پزشک و یک پرستار در آن حضور دارند، طراحی شده بود، اما اکنون ATLS به طور گسترده‌ای به عنوان استاندارد مراقبت و ارزیابی اولیه و درمان در مراکز تروما پذیرفته شده‌است. اساس برنامه ATLS این است که ابتدا بزرگترین تهدید حیات را درمان کنیم، همچنین در این برنامه عدم وجود یک تشخیص قطعی یا شرح حال دقیق نباید باعث تأخیر در شروع درمان برای آسیب‌های تهدید کننده حیات شود.
کمیته ترومای کالج جراحان آمریکا دوره ATLS را به بیش از ۱ میلیون پزشک در بیش از ۸۰ کشور جهان آموزش داده‌است. ATLS با آموزش یک زبان مشترک و یک رویکرد مشترک به پایه مراقبت از بیماران آسیب دیده تبدیل شده‌است. با این حال، هیچ مدرکی با کیفیت بالا وجود ندارد که نشان دهد ATLS نتایج درمان را بهبود می‌بخشد زیرا مورد مطالعه قرار نگرفته‌است.

## بررسی اولیه
اولین و کلید اصلی ارزیابی افراد دچار تروما، ارزیابی اولیه است. در این مرحله، آسیب‌های تهدید کننده حیات شناسایی شده و همزمان احیا (resuscitation) آغاز می‌شود. یک رمز ساده، ABCDE است، به عنوان یک استفاده حفظی برای نظم بیشتر که شامل پارامترهای زیر است:

### مراقبت از راه هوایی با محافظت از ستون فقرات گردنی
اولین مرحله از بررسی اولیه ارزیابی راه هوایی است. اگر بیمار قادر به صحبت باشد، احتمالاً راه هوایی سالم است. اگر بیمار بیهوش باشد، ممکن است نتواند راه تنفسی خود را حفظ کند. راه هوایی را می‌توان با استفاده از مانورهای بالا بردن چانه (chin lift) یا رانش فک (jaw thrust) باز کرد. اگر راه هوایی مسدود شده باشد (به عنوان مثال، توسط خون یا استفراغ)، ترشحات باید با کمک ساکشن از دهان بیمار تمیز شود. در صورت انسداد، یک لوله تراشه تعبیه کنید.

### تنفس و تهویه
قفسه سینه باید با مشاهده، لمس، دق و سمع معاینه شود. در صورت وجود، آمفیزم زیر جلدی و انحراف نای باید شناسایی شود. هدف این است که شناسایی و مدیریت شش شرایط تهدید کننده زندگی قفسه سینه به عنوان انسداد راه هوایی، پنوموتوراکس تنشی، هموتوراکس وسیع، پنوموتوراکس باز، قفسه سینه شناور با له شدگی ریوی و تامپوناد قلب.
قفسه سینه شناور، انحراف نای، آسیب‌های نافذ و کبودی را می‌توان با مشاهده تشخیص داد. آمفیزم زیر جلدی را می‌توان با لمس کشف کرد و پنوموتوراکس تنشی و هموتوراکس را می‌توان از طریق دق و سمع یافت.

### گردش خون با کنترل خونریزی
خونریزی دلیل اصلی مرگ‌های قابل پیشگیری پس از آسیب است. شوک هیپوولمیک در اثر از دست دادن قابل توجه خون ایجاد می‌شود. دو رگ وریدی بزرگ از بیمار باید در دسترس باشد و ممکن است محلول کریستالوئید تزریق شود و اگر فرد پاسخ نداد، باید خون را باتوجه به گروه خونی خاص یا در صورت عدم وجود آن O منفی در نظر داشت. خونریزی خارجی با فشار مستقیم کنترل می‌شود. از دست دادن خون پنهان ممکن است در قفسه سینه، شکم، لگن یا از استخوان‌های بلند باشد.

### ناتوانی / ارزیابی عصبی
در طول بررسی اولیه، یک ارزیابی عصبی اساسی انجام می‌شود که توسط AVPU mnemonic شناخته می‌شود ((alert)هشیاری، (verbal stimuli response)پاسخ محرک‌های کلامی، (painful stimuli response)پاسخ محرک‌های دردناک، (unresponsive)بی پاسخ). در پایان بررسی اولیه، ارزیابی عصبی دقیقتری انجام می‌شود. این بررسی، سطح هوشیاری، اندازه و واکنش مردمک چشم، علائم جانبی (لترالیزه) و سطح آسیب نخاعی بیمار را تعیین می‌کند.
مقیاس کمای گلاسگو یک روش سریع برای تعیین سطح هوشیاری است و پیش‌بینی عاقبت بیمار است که اگر در بررسی اولیه انجام نشود، باید به عنوان بخشی از معاینه دقیق‌تر عصب‌شناسی در ارزیابی ثانویه در نظر گرفته شود. سطح هوشیاری تغییر یافته نشانگر نیاز به ارزیابی دوباره و فوری وضعیت اکسیژن، تهویه و پرفیوژن بیمار است. کاهش قند خون، مواد و داروها (از جمله الکل) ممکن است بر سطح هوشیاری تأثیر بگذارند. اگر این موارد کنار گذاشته شدند، باید تغییر در سطح هوشیاری ناشی از آسیب مغزی باشد تا زمانی که خلاف آن ثابت شود.

### قرار گرفتن در معرض و کنترل عوامل محیطی
بیمار باید کاملاً برهنه شود (پوشاندن بیمار با پتو گرم برای جلوگیری از هیپوترمی در بخش اورژانس ضروری است). مایعات داخل وریدی باید گرم شوند و یک محیط گرم مهیا شود. حریم خصوصی بیمار باید حفظ باشد.

## ارزیابی ثانویه
وقتی بررسی اولیه به پایان رسید، احیا کاملاً تثبیت گردید و علائم حیاتی به سمت حال عادی شدن رفت، بررسی ثانویه می‌تواند آغاز شود. در ارزیابی ثانویه یک بررسی کامل از سر تا انگشتان پا دربیمار تروما، از جمله شرح حال و معاینه فیزیکی کامل و ارزیابی مجدد علائم حیاتی انجام می‌گیرد. هر منطقه از بدن باید به‌طور کامل بررسی شود. تصویربرداری در صورت شک بالینی و برای تأیید تشخیص لازم است. اگر در هر زمان در طول بررسی ثانویه بیمار بدتر شود، یک بررسی اولیه دیگر انجام می‌شود زیرا ممکن است تهدیدی برای حیات باشد. فرد باید در اولین فرصت از تخته سخت ستون فقرات خارج شود و روی تشک محکم قرار گیرد زیرا تخته ستون فقرات می‌تواند به سرعت باعث شکستگی پوست و درد شود در حالی که یک تشک سفت ثباتی معادل تخته برای شکستگی‌های احتمالی ستون فقرات فراهم می‌کند.

## ارزیابی ثالثیه
یک معاینه دقیق و کامل و به دنبال سری ارزیابی‌های منظم به تشخیص آسیب‌های باقی مانده و مشکلات مربوطه کمک می‌کند، و یک مدیریت دقیق مراقبتی را فراهم می‌کند. میزان تشخیص‌های تأخیری ممکن است تا ۱۰٪ باشد.